# Hänt Extra
Hänt extra är en tidning som främst skriver om kändisar. Dess målgrupp är yngre kvinnor. Den startades 1986 av Karin Lennmor, som var redaktör för den till 1992. Tidningen är en del av Aller Media.
Hänt extra var ursprungligen ett extranummer till Hänt i Veckan.

## Chef redaktörer
- Karin Lennmor 1986-1992
- Tobias Wixström 2016